# هیتاچی دیتا سیستمز
هیتاچی دیتا سیستمز (انگلیسی: Hitachi Data Systems) شرکت فناوری اطلاعات آمریکایی است، که در سال ۱۹۸۹ تأسیس شد.